# I guerrieri di Alce Azzurro
I guerrieri di Alce Azzurro (Quincannon, Frontier Scout) è un film del 1956 diretto da Lesley Selander.
È un western statunitense con Tony Martin e Peggie Castle.

## Produzione
Il film, diretto da Lesley Selander su una sceneggiatura di John C. Higgins e Don Martin e un soggetto di Will Cook, fu prodotto da Howard W. Koch per la Bel-Air Productions e girato nel Jack Ingram Ranch a Woodland Hills, California, nel Kanab Movie Fort a Kanab, Utah, e a Pipe Spring, Arizona, nell'agosto 1955. Il titolo di lavorazione fu  Frontier Scout.

## Distribuzione
Il film fu distribuito con il titolo Quincannon, Frontier Scout negli Stati Uniti nel maggio 1956 al cinema dalla United Artists.
Altre distribuzioni:
- in Finlandia il 22 marzo 1957 (Rajaseudun sissi)
- in Germania Ovest il 10 maggio 1957 (Verraten und verkauft)
- in Svezia il 5 luglio 1957 (Gränspatrullen)
- in Austria nel dicembre del 1957 (Verraten und verkauft)
- in Turchia nel 1958 (Kahraman kilavuz)
- in Giappone il 30 luglio 1960
- in Brasile (Valente Como Poucos)
- in Spagna (Quincannon, explorador de la frontera)
- nel Regno Unito (Frontier Scout)
- in Grecia (Timoros tis prodosias)
- in Ungheria (Quincannon, a határör)

## Promozione
Le tagline sono:
- You've Never Seem Him Like This! Rough, Reckless, Rampaging...As The Man Whose Guns And Iron Courage Saved The Bozeman Trail!
- TONY MARTIN in a new kind of virile, violent, vengeful role...
- TONY MARTIN gun-fighting his way to a new kind of glory...
- A New TONY MARTIN Blasts The Screen!
- A man with a mission! His heroic one-man stand held the Bozeman Trail against Cheyenne savagery and white man's treachery!